# Adelaide Street Circuit
Adelaide Street Circuit – australijski tor wyścigowy położony w mieście Adelaide. Tor ma długość 3,780 km i gościł wyścigi Formuły 1 w latach 1985–1995. Od roku 1999 tor gości wyścigi V8 Supercars.

## Pamiętne momenty na torze w Formule 1
- 1985: Ostatnie Grand Prix dla Nikiego Laudy
- 1986: Nigelowi Mansellowi na prostej Brabham eksploduje opona, co pozbawia go możliwości zdobycia tytułu mistrzowskiego. Po pierwszym zwycięstwie na tym torze tytuł zdobywa Alain Prost;
- 1991: Z powodu deszczu po 14 okrążeniach zatrzymano wyścig, który przeszedł do historii, jako najkrótszy wyścig w historii Formuły 1;
- 1993: Ostatnie zwycięstwo Ayrtona Senny i ostatnie Grand Prix Alaina Prosta;
- 1994: Michael Schumacher zdobył tytuł po tym, jak na 35 okrążeniu spowodował wypadek, w którym uczestniczył jego konkurent do tytułu, Damon Hill (FIA nie odebrała za to Schumacherowi tytułu). Ostatnie zwycięstwo Nigela Mansella;
- 1995: podczas sesji treningowej Mika Häkkinen miał ciężki wypadek (na skutek pęknięcia opony uderzył z dużą prędkością w ścianę) i przeżył tylko dzięki błyskawicznej tracheotomii.

## Zwycięzcy GP Australii na torze Adelaide
| Sezon | Kierowca        | Zespół           |        |
| ----- | --------------- | ---------------- | ------ |
| 1995  | Damon Hill      | Williams-Renault | Wyniki |
| 1994  | Nigel Mansell   | Williams-Renault | Wyniki |
| 1993  | Ayrton Senna    | McLaren-Ford     | Wyniki |
| 1992  | Gerhard Berger  | McLaren-Honda    | Wyniki |
| 1991  | Ayrton Senna    | McLaren-Honda    | Wyniki |
| 1990  | Nelson Piquet   | Benetton-Ford    | Wyniki |
| 1989  | Thierry Boutsen | Williams-Renault | Wyniki |
| 1988  | Alain Prost     | McLaren-Honda    | Wyniki |
| 1987  | Gerhard Berger  | Ferrari          | Wyniki |
| 1986  | Alain Prost     | McLaren-TAG      | Wyniki |
| 1985  | Keke Rosberg    | Williams-Honda   | Wyniki |